# 富士吉田市立図書館
富士吉田立図書館（ふじよしだしりつとしょかん）は、山梨県富士吉田市にある公立図書館である。富士吉田市民会館の1・2階にある。2014年（平成26年）度の来館者数は217,548人で、山梨県内の市町村立図書館では甲府市立図書館、甲斐市立竜王図書館に次いで多い。
木曜日と第2・第4土曜日にボランティア団体による「おはなし会」を開催している。コレクションとして富士山に関する資料と切り絵作家・百鬼丸の装丁した図書を保有する。

## 建物の概要
2011年（平成23年）3月に竣工した富士吉田市民会館の1・2階にある。図書館部分の面積は1,630m2。
設計は石本建築事務所、施工は川上建設・富士ハウス工業共同企業体および三和建設・池上工務所共同企業体による。外壁には色味を抑えた還元ボーダータイルとカーテンウォール素材を使用、内装には白いタイルを用いている。
1階に児童書架、おはなしのへや、一般書架、総合カウンターを、2階に参考図書・郷土資料・雑誌・新聞の各コーナー、学習スペース、グループ学習室、閉架書庫を配置する。

## 歴史

### 開館から旧図書館まで（1950-2011）
1950年（昭和25年）に当時の南都留郡下吉田町が下吉田町立公民館附属図書館として設立した。翌1951年（昭和26年）11月、下吉田798番地の吉田保健所跡地に独立した建物を得て富士吉田市立図書館に改称し、閲覧・貸出業務を開始した。同時に山梨県立図書館富士吉田分館が併設された。1955年（昭和30年）5月、富士吉田市立下吉田第一小学校の2階に移転、さらに同年10月に下仲会館（中央会館）へ、1956年（昭和31年）9月に旧・下吉田町役場庁舎へ移転した。
1970年（昭和40年）12月、富士吉田市民会館が新築落成し、その1階に移転、翌1971年（昭和41年）3月から本格的な図書館活動を開始した。富士吉田市民会館は鉄筋コンクリート構造地上6階地下1階の建築物で、延床面積3,594m2のうち図書館の床面積は660m2であった。1984年（昭和59年）4月に併設していた山梨県立図書館富士吉田分館を閉鎖、同分館の図書を引き継いだ。1989年（平成元年）6月、利用者の増加に対応して富士吉田市民会館3階の一部を閲覧室に転用、1991年（平成3年）7月に図書館総合情報システムを導入した。
2004年（平成16年）3月31日時点の蔵書数は155,672冊、2003年（平成15年）度の貸出者数は65,350人、貸出冊数は272,576冊で過去10年間で貸出者数・冊数とも2.5倍に増加した。

### 新図書館（2011-）
市民会館にあった図書館は、建物の老朽化による耐震性の問題とバリアフリーへの対応、狭い開架室や資料保管場所が課題となっていた。1997年（平成9年）3月に『富士吉田市立図書館基本計画書』が策定され、新図書館構想が始動、2003年（平成15年）9月には同計画の内容を見直した『別冊』が作成された。この頃の計画床面積は4,260m2であったが建設場所は未定で、国民健康保険富士吉田市立病院跡地への建設が市民団体から2度要望された。2004年（平成16年）8月には「富士吉田市みんなでつくる新市立図書館委員会」が発足し、学識経験者らのほか公募で集まった市民も参加した。こうして新図書館は東部・富士北麓地域の中核的図書館となること、特色付けとして富士山関係資料の収集を進めることなどの方針が立てられた。2005年（平成17年）2月には市民団体の提案を容れず、当時の市民会館の南側に建てる方針を示した。
2007年（平成19年）2月、新しい市民会館の建設工事の入札が行われたが、談合情報が寄せられ情報通りの共同企業体が落札した。これを受けた富士吉田市議会は工事請負契約の締結了承を否決し、新図書館を自らの肝いりの事業とし、再選を目指していた市長の萱沼俊夫は同年4月の選挙に出馬せず、事実上の引退に追い込まれることとなった。なお2006年（平成18年）度の貸出冊数は約29万2千冊と過去最高を記録し、改めて新図書館の必要性が裏付けられる結果となった。
その後2009年（平成21年）6月に再度の入札が予定されたが、またもや談合情報が寄せられ延期となった。2011年（平成23年）3月、総事業費32億円をかけて新しい富士吉田市民文化会館が完成、同年3月30日まで内覧会が開催された。当初は「完成式」を開催する予定であったが、東日本大震災による自粛ムードの中、内覧会に変更された。そして4月1日に開館した。
2011年（平成23年）度、子どもの読書活動優秀実践校・図書館・団体（個人）として文部科学大臣表彰を受けた。

## サービス
- 開館時間：9時30分から18時（祝日でない火・木曜日は19時まで）
- 休館日：月曜日、毎月末の平日（月曜日除く）、年末年始、特別整理期間
- 貸出制限：身分証があれば利用者カード作成可能なので制限なし。
- 貸出可能点数：図書・紙芝居・雑誌：30点、ビデオ・DVD・CD：5点
- 貸出可能期間：図書（ベストセラー、課題図書除く）・紙芝居：15日間、ベストセラー・課題図書・雑誌・ビデオ・DVD・CD：8日間
- 予約、リクエスト可能。

## 交通
- 富士山麓電気鉄道富士急行線月江寺駅から徒歩10分[27]